# 1603 Нева
1603 Neva је астероид главног астероидног појаса. Приближан пречник астероида је 36,03 ,
а средња удаљеност астероида од Сунца износи 2,755 астрономских јединица (АЈ).
Инклинација (нагиб) орбите у односу на раван еклиптике је 8,555 степени, а орбитални период износи 1670,790 дана (4,574 године). Ексцентрицитет орбите астероида износи 0,092.
Апсолутна магнитуда астероида износи 10,90 а геометријски албедо 0,059.
Астероид је откривен 4. новембра 1926. године.